# ヤーコプ・ロッヘフェーン

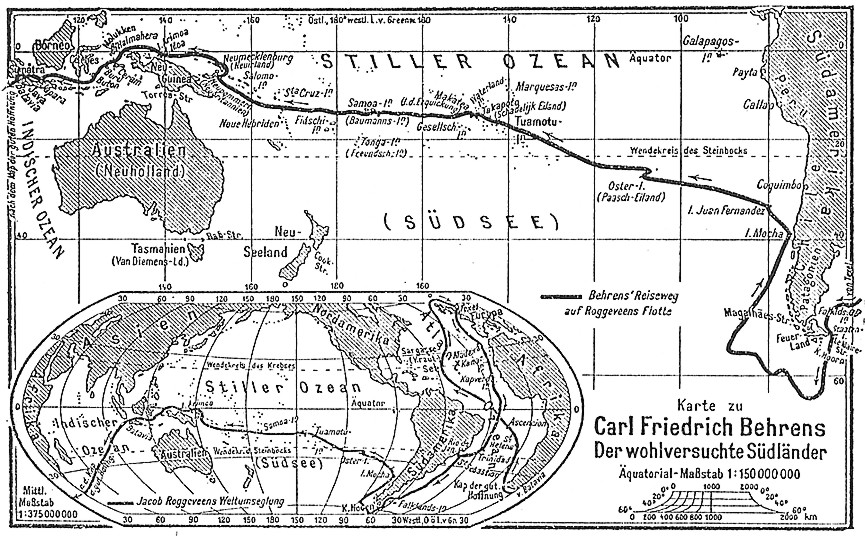
ロッヘフェーンの航路

ヤーコプ・ロッヘフェーン（Jacob Roggeveen、1659年2月1日 - 1729年1月31日）は、オランダ（ネーデルラント連邦共和国）の航海者・探検家。
ヤーコプの父親アレント・ロッヘフェーンは数学者で、地理学・天文学、また航海に関する知識があり、神話上の土地テッラ・オーストラルの研究に専念していた。しかし、息子のヤーコプが62歳にしてその土地を探すため、3艘の船で出発した。
探検家となる前のヤーコプは1683年、生まれたミデルブルフで公証人となった。1690年、ハルデルワイク大学で法律を修め、1707年から1714年までバタビア（現在のジャカルタ）で裁判官として働いた。1715年にミデルブルフに戻っている。

## ヤーコプ・ロッヘフェーンの航海
1721年8月1日、オーストラリア大陸を求めて、オランダ、オランダ西インド会社の3隻の帆船、Arend号、Thienhoven号、Afrikaansche Galey号からなる艦隊を率いた。フォークランド諸島に寄航した後、ルメール海峡を通過し、南緯60度まで南下し、太平洋に入った。チリのバルディビア近くに上陸し、フアン・フェルナンデス諸島に1722年2月24日から3月17日まで滞在し、1722年4月5日のイースターの日にイースター島を発見し、2,000人から3,000人の住民を見たと報告した。ツアモツ諸島、ソシエテ諸島、サモア経由でバタビアに達した。バタビアでオランダ東インド会社の独占を犯したとして逮捕されるが、解放され補償が支払われた。1723年に、オランダに戻った。